# Riserva naturale regionale Tor Caldara
La riserva naturale regionale Tor Caldara è un'area naturale protetta, che si estende per circa 44 ettari, situata nel comune di Anzio ed istituita nel 1988 con provvedimento legislativo della Regione Lazio.
Sulla base del Decreto 25/3/2005, pubblicato sulla Gazzetta Ufficiale della Repubblica Italiana n. 157 dell'8 luglio 2005 e predisposto dal Ministero dell'ambiente e della Tutela del Territorio e del Mare ai sensi della direttiva CEE, la Riserva naturale Regionale Tor Caldara viene considerata sito di interesse comunitario

## Territorio
Il territorio si presenta pressoché pianeggiante, consentendo delle piacevoli passeggiate, e termina verso mare al di sopra di una falesia di circa 15 metri. La torre che dà il nome alla riserva sorge sul punto più alto di questa falesia ed aveva la funzione di controllare la costa laziale, tra Tor San Lorenzo ed Anzio, dalle incursioni dei pirati saraceni.

All'interno il territorio è caratterizzato da numerose piccole sorgenti sulfuree, un residuo termale di un'attività vulcanica molto più intensa legata al distretto vulcanico dei Colli Albani (Vulcano Laziale), che qui ne rappresenta l'estrema propaggine a mare. A volte le sorgive formano dei piccoli specchi d'acqua dai quali è possibile osservare il gorgoglio delle esalazioni sulfuree che permeano l'aria con il caratteristico odore di "uova marce".

## Flora
La zona rappresenta un esempio peculiare di macchia mediterranea, caratterizzato dalla prevalenza di lecci (Quercus ilex), querce sempreverdi con foglie verde scuro e coriacee, da numerose sughere (Quercus suber) e da alcuni esemplari di Quercus crenata, una rarità botanica.

Intorno alle sorgive si è sviluppata una vegetazione caratteristica, tra cui spiccano il cappellino comune (Agrostis albula) e il rarissimo zigolo termale (Cyperus polystachyus), detto anche "papiro delle fumarole" che cresce  solo in aree dove sono presenti particolari emissioni vulcaniche. In Italia si trova solo a Ischia e a Tor Caldara. . 

## Fauna
La riserva ospita 15 specie differenti di mammiferi, 9 specie di rettili, 5 specie di anfibi e almeno 50 specie di uccelli, sia stanziali che migratori, tra questi il gruccione, un coloratissimo uccello che scava in suo nido sulle paretine sabbiose della riserva.

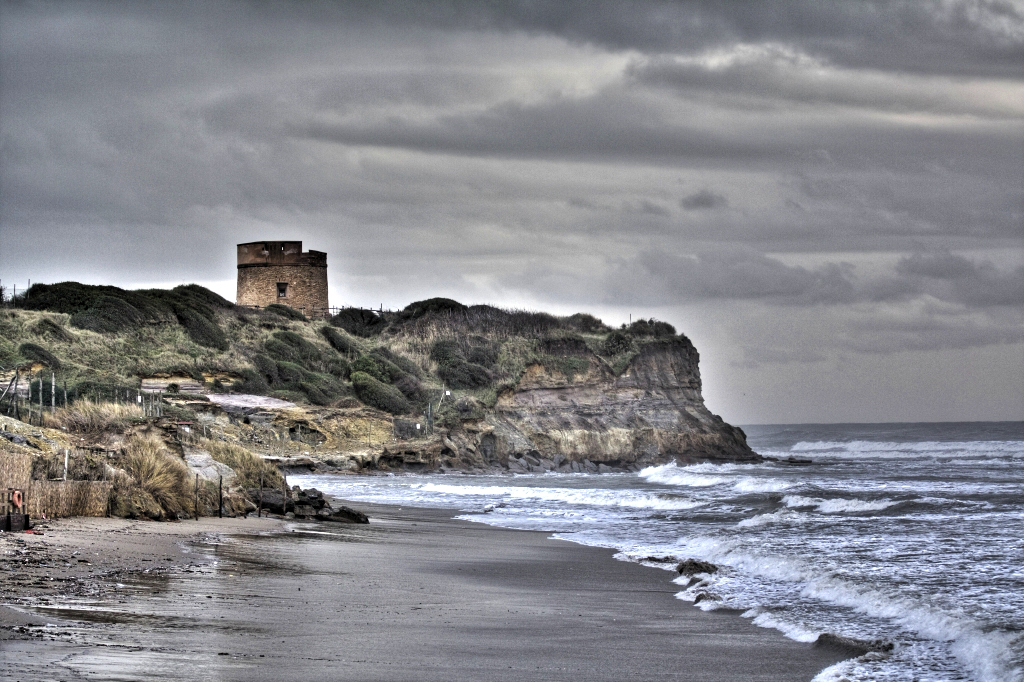

## Punti di interesse

### La Torre
Come le altre torri costiere della marina laziale, la torre (nota anche come Torre delle Caldane) è stata eretta intorno alla metà del Cinquecento; tuttavia sembra che sia stata costruita prima delle altre per difendere le miniere retrostanti per estrarre lo zolfo. La torre è a pianta circolare, inizialmente più alta dell'attuale, a causa dei danni subiti dalle varie vicende storiche.

### Le miniere di zolfo
Questa attività estrattiva, che si svolgeva con particolari tecniche artigianali, fu iniziata già in età romana, poi interrotta nel Medioevo e ripresa nel Cinquecento, finché venne abbandonata definitivamente intorno al XIX secolo.

## Tor Caldara e il cinema
La vicinanza a Roma e soprattutto le sue caratteristiche particolari, hanno fatto in passato di Tor Caldara  il set di centinaia di film. Tra questi molti peplum come  Ben Hur (1959), Maciste l'eroe più grande del mondo (1963), Gli invincibili dieci gladiatori (1964),  diversi spaghetti western,  come Per un pugno di dollari (1964) e Django (1966), fino a film completamente diversi come Fantozzi subisce ancora (1983) o il più recente Malick, the last planet (2019). Tor Caldara è citata nel film Quo vado (2016) ma in realtà le scene sono state girate altrove. Nel 2023 è stato girato il documentario La Nostra Monument Valley di Alberto Crespi e Steve Della Casa che racconta i luoghi del cinema italiano, non solo Tor Caldara ma anche altre località come Manziana, Canale Monterano, il monte Soratte, le cascate di Monte Gelato che hanno ospitato numerose produzioni.